# Degtjarjowwerk

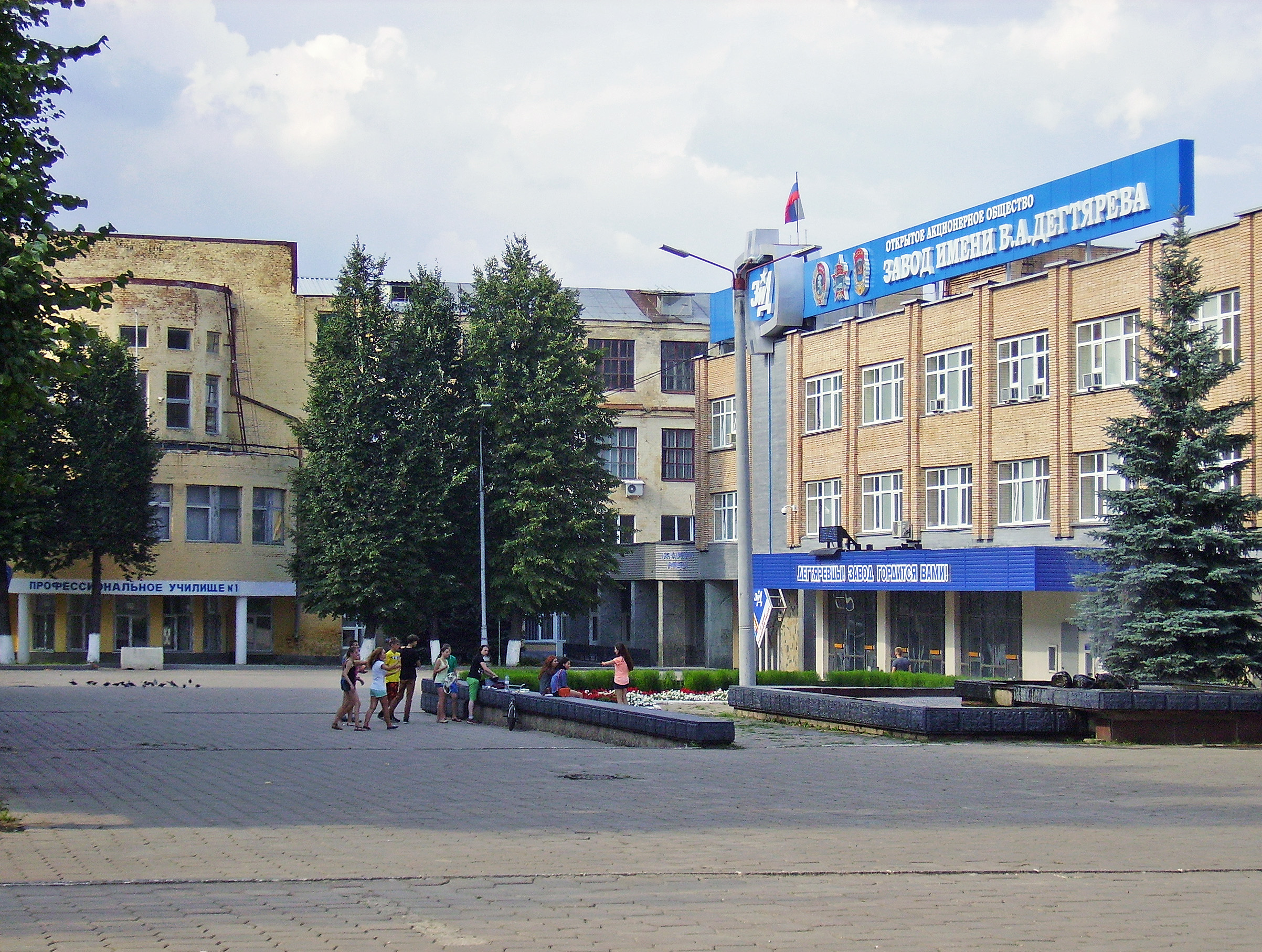
Werkseingang

Das Degtjarjowwerk ist ein 1916 gegründeter russischer Rüstungshersteller in Kowrow, Oblast Wladimir. Die derzeitige Unternehmensform ist eine Offene Aktiengesellschaft (ОАО), der volle Name lautet: OAO Sawod imeni „W. А. Degtjarjowa“ (russisch ОАО «Завод им. В. А. Дегтярёва»). Das Unternehmenskürzel lautet SiD (russisch ЗиД). Das Unternehmen ist eine Tochter der Rüstungsholding Wyssokototschnyje Kompleksy innerhalb des staatlichen Rostec-Konzerns.

## Geschichte

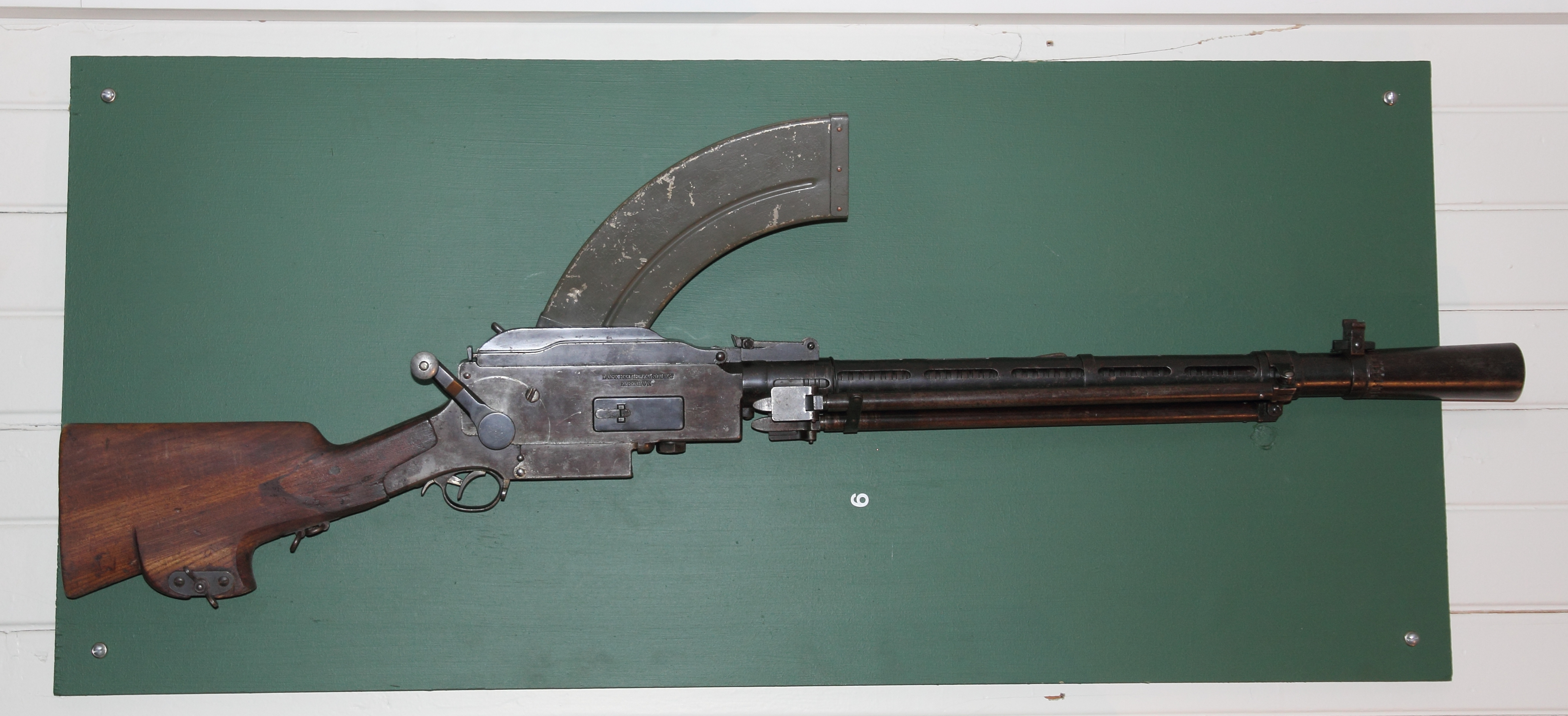
Madsen-lMG im Kaliber 7,62 × 54 mm R

### Erster Weltkrieg bis zur Oktoberrevolution
Am 27. August 1916 wurde in Kowrow die Erste russische Gewehr- und Maschinengewehrfabrik als Gemeinschaftsunternehmen der Petrograder Industriellen W. A. Hippius und D. L. Lurie sowie der dänischen Unternehmer Karl Winter und Sören Jensen gegründet, um den dringenden Bedarf der zaristischen Armee an leichten Maschinengewehren im Ersten Weltkrieg zu decken. Maschinen und Ausrüstung des Werkes kamen aus Kopenhagen.
Im November 1916 war das Gebäude B fertiggestellt und mit Maschinen, Anlagen und Montageeinrichtungen ausgerüstet. Die Energieversorgung übernahmen zwei schwedische Dieselgeneratoren. Ein Teil der Ausrüstungen stammte aus den USA. Das Gebäude A wurde erst im Jahre 1918 fertig.
Im Januar 1917 erhielt das Werk eine exklusive Lizenz zur Produktion von „leichten Madsen-Maschinengewehren mit allem Zubehör, für die Lieferung von solchen an die russische Armee und Marine sowohl in Kriegs- als auch in Friedenszeiten“. Am 28. Januar 1917 wurde ein Vertrag mit der Abteilung 21 der Hauptverwaltung für Artillerie des Kriegsministeriums des Russischen Kaiserreichs (GAU) über die Herstellung und Lieferung von 15.000 MGs zum Preis von 1733,30 Rubel pro Waffe (mit Ersatz- und Zubehörteilen) geschlossen. Die Produktion sollte innerhalb von 5 Monaten nach Vertragsunterzeichnung beginnen. Am 12. August 1917 wurden die ersten vier in Kowrow hergestellten Maschinengewehre getestet und für mangelhaft befunden.

### Von der Oktoberrevolution bis zum Beginn des Zweiten Weltkrieges
Nach der Oktoberrevolution protestierte die dänische Regierung gegen die Verstaatlichung des Werkes seitens der herrschenden Bolschewiki. Die Arbeiter des Werkes verhinderten Versuche der dänischen Seite, Anlagen zu demontieren und nach Dänemark zu schaffen.
Im Dezember 1917 beschlossen der bolschewistische Arbeiterrat des Werkes (Vorsitzender: A. M. Buruchin) und der Arbeiterkontrollrat (Vorsitzender: G. E. Lewin), dass die Anlage weiterbetrieben wird und die russischen Arbeiter den Anweisungen der dänischen Werksführung nicht weiter Folge leisten sollen.
Als Reaktion darauf sabotierte die dänische Führung das Werk, zahlte Löhne und Gehälter nur noch an die dänischen Mitarbeiter, während die Auszahlung der Löhne der russischen Belegschaft gestundet wurde. Sie kündigte an, die rückständigen Löhne der russischen Arbeiter erst nach Schließung des Werkes auszahlen zu wollen.
Nach einem Versuch, die Waffenlager der Fabrik zu erstürmen, wurde das Werk durch die Rote Garde bewacht.
Am 18. Januar 1918 schickte die Hauptverwaltung der Artillerie die Waffenkonstrukteure Wladimir Fjodorow und Wassili Degtjarjow nach Kowrow. Fjodorow wurde zum technischen Direktor des Werkes ernannt.
Im Werk wurde nun eine Serie von 9000 Stück des Selbstladegewehres Awtomat Fjodorowa aufgelegt.
Am 21. März 1918 wurde das Werk aufgrund der schwierigen finanziellen Lage vorübergehend geschlossen. Die Produktion der Madsen-Maschinengewehre, des Fjodorow-Selbstladegewehres und alle Bauarbeiten wurden bis auf weiteres ausgesetzt. Im Werk verblieben einschließlich der Konstruktionsabteilung nur 60 Werktätige.
Im Juli 1918 wurde angekündigt, dass das Werk verstaatlicht wird. Zu diesem Zeitpunkt arbeiteten lediglich 280 Arbeiter und Angestellte im Werk. Danach brach im Werk ein Feuer aus, welches 40 % der Anlagen sowie 90 % Anlagen und Muster zerstörte.
Am 27. November 1918 verbot die Außerordentliche Kommission zur Versorgung der Roten Armee die Herausgabe von Maschinen und Ausrüstung an die dänische Verwaltung, um die Produktion aufrechtzuerhalten. Danach wurden zusätzliche Arbeitskräfte eingestellt, weitere Ausrüstung beschafft sowie für den Bau weiterer Gebäude Baustoffe und Brennmaterial bereitgestellt.
Zur Versorgung der Bevölkerung wurde die Produktion von landwirtschaftlichen Geräten und Bügeleisen aufgenommen.
Im Juli 1919 wurde die Arbeit an der technischen Dokumentation für das Fjodorowgewehr in 20 Exemplaren fertiggestellt. Im kleinen Werk wurde eine erste Vorserie von 200 Stück Awtomat Fjodorowa hergestellt.
Am 8. Juli 1919 verstaatlichte der Oberste Rat für Volkswirtschaft das Werk und unterstellte es der Zentralverwaltung der Artilleriefabriken (russisch Центрального правления артиллерийских заводов, ZPAS).
In den 1920er Jahren, zur Zeit der frühen Sowjetunion, arbeiteten im Werk 1000 Arbeiter und Angestellte.
Das Präsidium der ZPAS ernannte Fjodorow zum Werksleiter, technischer Direktor war N. I. Schukow.
Am 21. April 1921 stellte der Rat der Rüstungsindustrie fest, dass die Serienfertigung des Awtomat Fjodorow angelaufen war.
Im Jahre 1927 wurde eine Vorserie des 7,62-mm-MGs DP hergestellt und im Oktober 1928 wurde für die Bewaffnung der sowjetischen Flugzeuge auf der Grundlage des DP das Flugzeugmaschinengewehr DA entwickelt; 1929 folgte das Panzer-MG DT.
Am 29. Dezember 1927 wurde die Kowrower Maschinengewehrfabrik in Instrumentenfabrik Nr. 2 umbenannt, am 7. Juli 1932 wurde ihr der Ehrenname „Kuprijan Ossipowitsch Kirkisch“ verliehen. Die Bezeichnung lautete nun Instrumentenfabrik Nr. 2 „K. O. Kirkisch“ (russisch Инструментальны завод № 2 имени К. О. Киркижа).
Im Jahre 1932 begann die Herstellung des schweren 12,7-mm-Maschinengewehrs DK (DK - Degtjarjow, Krupnokaliberny: großkalibriges MG System Degtjarjow). Das DK war der Vorläufer des ab 1935 entwickelten und 1939 eingeführten DSchK. Als Munitionszufuhr diente ein 30 Schuss fassendes Trommelmagazin; die Kadenz war aufgrund dessen niedrig. Die 12,7×108-mm-Patrone wurde für diese Waffe entwickelt. 1934 begann die Produktion der 7,62-mm-Maschinenpistole Degtjarjow (PPD-34). Im Jahre 1935 nahm das Werk die Serienproduktion des schweren 12,7-mm-Maschinengewehrs Schpitalnij und Wladimirow (SchWAK) auf, aus dem später die 20-mm-Maschinenkanone gleichen Namens entstand. Im Jahre 1940 begann die Herstellung der 7,62-mm-MPi PPScha-41.

### Während des Zweiten Weltkrieges
Zwei Tage nach dem deutschen Überfall auf die Sowjetunion wurde am 24. Juni 1941 das Kriegsrecht eingeführt, und die Fabrik arbeitete rund um die Uhr. Anfang Juli forderte die sowjetische Regierung den schnellstmöglichen Bau einer Panzerbüchse. Bis Ende des Jahres wurde die Armee mit 16.036 Stück PTRD im Kaliber 14,5 × 114 mm beliefert. Am 18. Dezember 1941 wurde der in der Fabrik ausgestattete Panzerzug „Kowrowski Bolschewik“ an die Front geschickt.
Im Jahre 1943 wurde eine neue Produktionshalle in traditioneller Bauweise errichtet und die Serienproduktion des schweren 7,62-mm-MG SG-43 begonnen. Im Jahre 1944 begann die Serienproduktion des überschweren Maschinengewehrs System Wladimirow (KPW-44, Kal. 14,5 × 114 mm) und des leichten RPD im neuen Kaliber 7,62 × 39 mm.
Insgesamt wurden während des Großen Vaterländischen Krieges im Werk „K. O. Kirkisch“ 1.202.481 Stück der verschiedenen Waffentypen hergestellt und an die Front geliefert.

### Nachkriegszeit
Im Jahre 1946 wurde im Werk mit der К-125, einer Kopie der deutschen DKW RT 125, die Motorradproduktion aufgenommen.
1949 erhielt das Werk den neuen Ehrennamen „W. A. Degtjarjow“.
Im Oktober 1950 wurde ein Werksteil des Degtjarjowwerks als Kowrower Mechanisches Werk (Kowrowskii Mechanitscheski Sawod) ausgegründet.

## Produkte
- Schuss- und andere Waffen
- Motorräder und Quads
- Industrienähmaschinen
- Akkumulatoren
- Ausrüstungen für die Nahrungsmittelindustrie

### Rüstungsgüter
- 12,7-mm-Scharfschützengewehr KSWK
- 12,7-mm-Maschinengewehr Kord
- 14,5-mm-Maschinengewehr KPW
- 14,5-mm-Maschinengewehr KPWT
- 5,45-mm-Maschinenpistole AEK-971
- 9-mm-Maschinenpistole AEK-919K
- 7,62-mm-Maschinengewehr PKM (PKMS, PKTM, PKMB)
- 7,62-mm-Maschinengewehr PKP Petscheneg
- Signalpistole SP-81
- Granatwerfer DP-64 Neprjadwa
- Granatwerfer DP-65
- Spezialgranatwerfer RGS-50M[8][9][10]
- automatischer 30-mm-Granatwerfer AGS-30
- reaktive Panzerbüchse RPG7W1
- 23-mm-Maschinenkanone GScha-23
- 30-mm-Maschinenkanone GScha-30-2
- Marine-Maschinengewehrlafette MTPU für das KPW
- Abnehmbare standardisierte Maschinenkanone 2Ch35
- Luft-Boden-Rakete 9M39 für das System 9K38 Igla
- Patrone 3UBK20 und 3UBK14F für Rohrrakete 9K119 Refleks
- Rakete 9M133 für Panzerabwehrlenkraketenkomplex 9K133 Kornet-E
- Rakete 9M120 (9M120F) für 9K120 Ataka
- Panzerabwehrlenkraketenkomplex Falanga-M
- Luft-Boden-Rakete 9M333 für das System Strela-10M
- Luft-Boden-Rakete 9М336 für das System 9K333 Werba
- Mobile Kontrollstation 9W866 Podwischny kontrolny punkt (russisch Подвижный контрольный пункт) (PKP)

### Motorräder

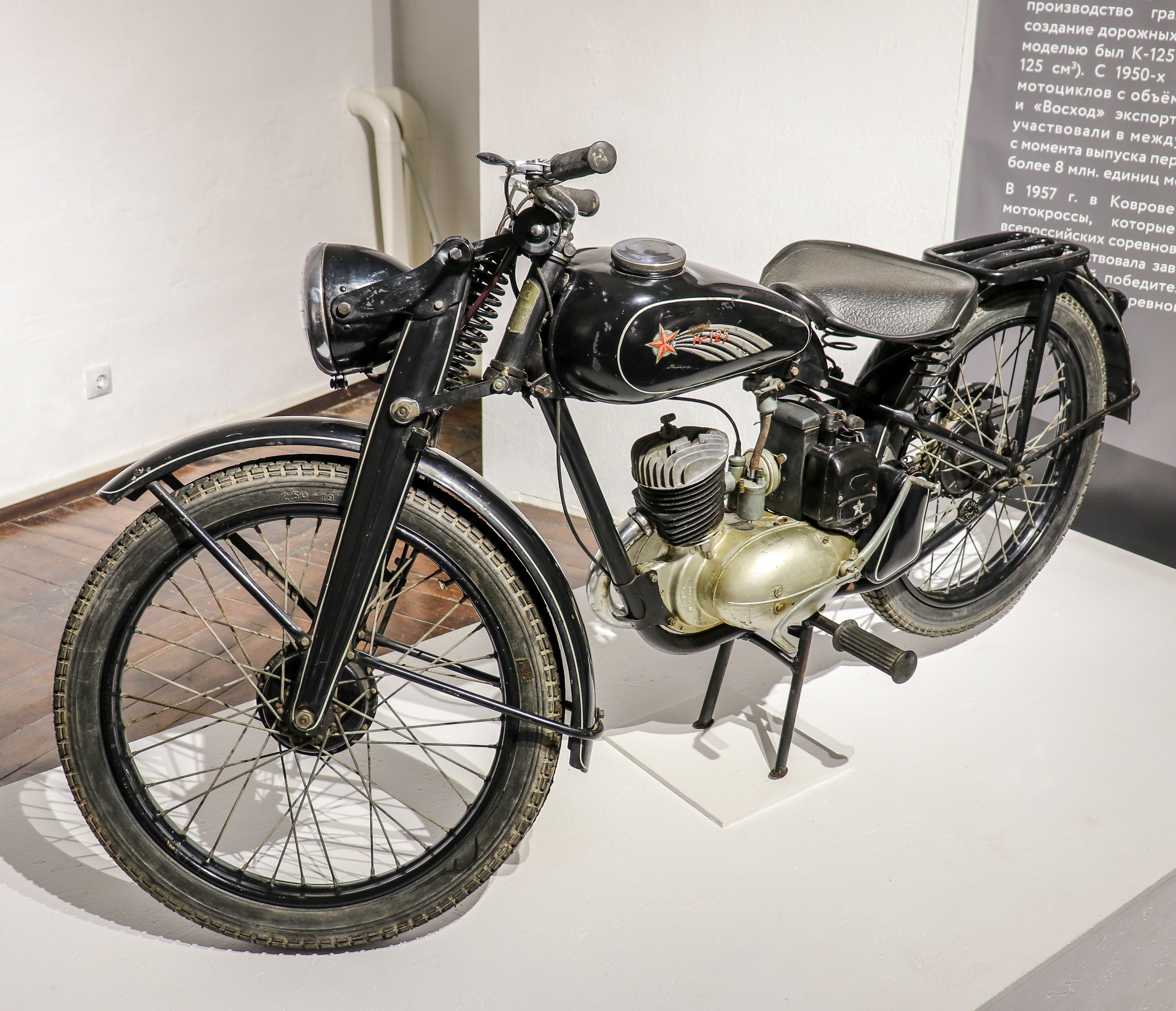
К-125 (Nachbau der DKW RT 125)

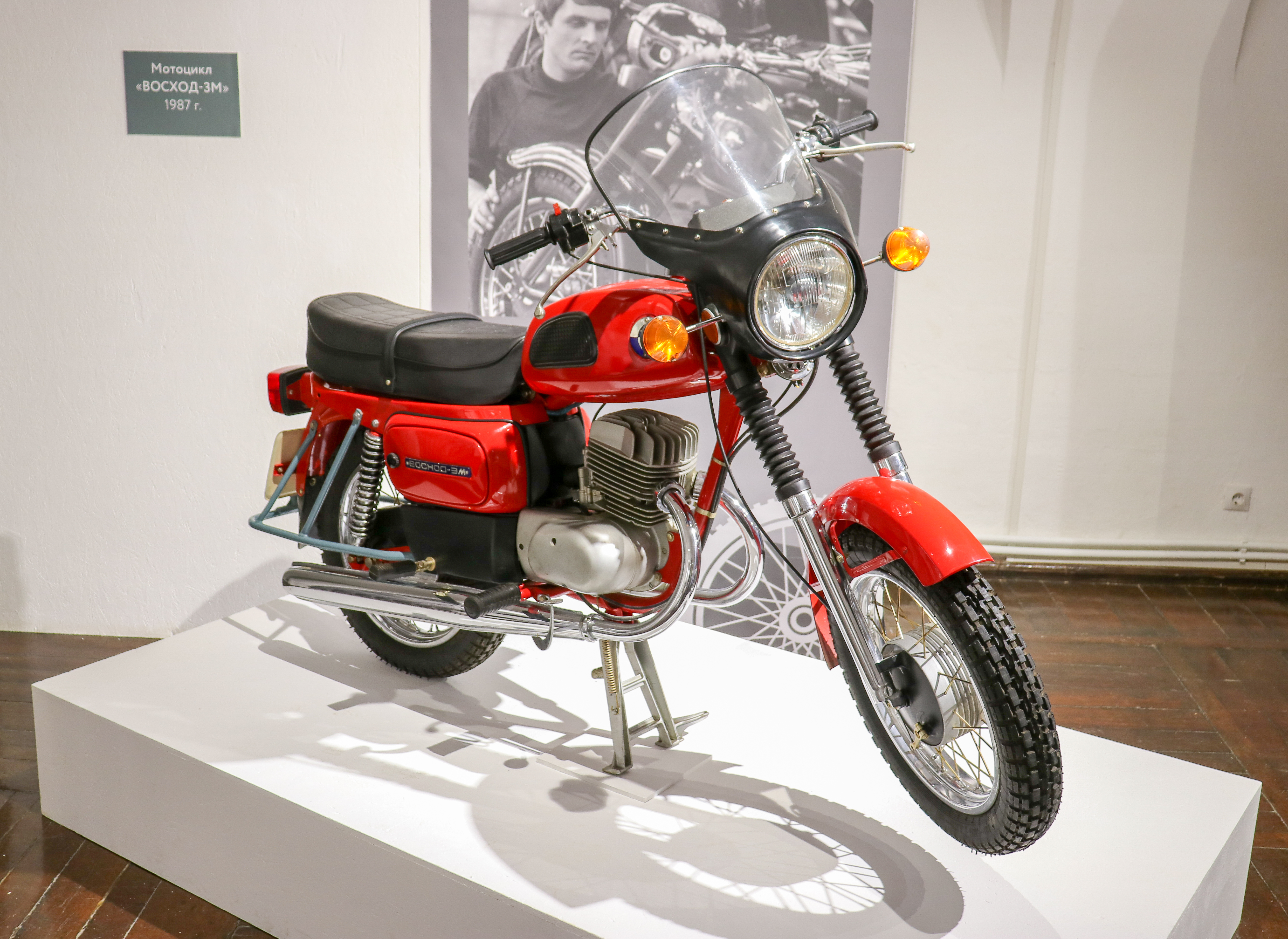
Woßchod

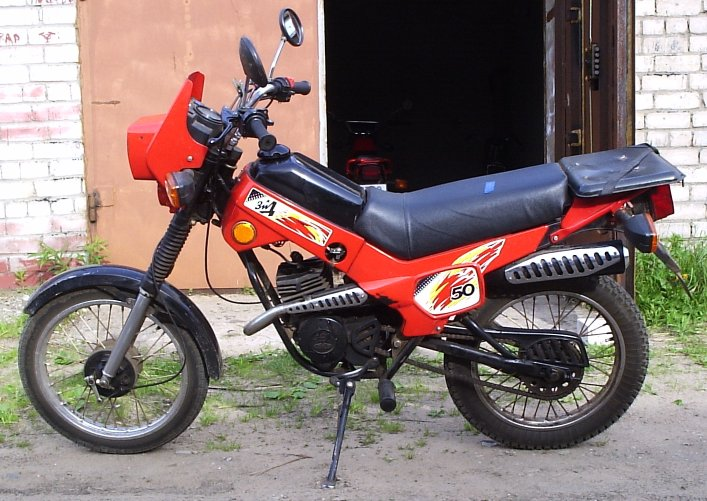
Mokick SiD-50 Pilot

#### Serienmotorräder
Nach dem Ende des Zweiten Weltkrieges wurden deutsche Industrieanlagen als Reparationsleistungen demontiert und in die Siegerstaaten verbracht. Auf diese Weise gelangten Fertigungsmaschinen und Fertigungsunterlagen der DKW RT 125 auch nach Kowrow. Hier wurde die Maschine als К-125 nachgebaut und begründete die Motorradproduktion in Kowrow. Im November 1946 verließen die ersten 59 Motorräder unter dem Markennamen Kowrowez (dt.: der Kowrower) die Werkshallen. Von der K-125 wurden weitere Modelle mit differierendem Hubraum abgeleitet und das Modell kontinuierlich weiterentwickelt. Ab 1956 flossen Stilelemente der zeitgenössischen Jawa-Modelle in die Kowrowez-Motorräder ein. Ab 1965 wurde die Marke Woßchod eingeführt, und die Kowrowezproduktion lief 1967 aus. Die Woßchod-1 weist noch starke Ähnlichkeiten mit der Jawa 175 auf, spätere Modelle folgten einer eigenen Formensprache.
In den späten 1990er-Jahren wurde noch einmal ein modernes Motorrad entwickelt, das mit einem 400-cm³-Viertaktmotor ausgerüstet war. 1998 wurde die Motorradproduktion eingestellt, und die fertig entwickelte Maschine ging nicht mehr in Serienproduktion. Das Degtjarjowwerk ging auf dem Gebiet der Zwei- und Dreiradherstellung eine Kooperation mit dem chinesischen Hersteller Lifan ein und baut seitdem Kleinkrafträder und Geländetrikes mit dessen Motoren.
Bis dato wurden im SiD insgesamt über 8 Millionen Motorräder und Kleinkrafträder hergestellt.

#### Sportmotorräder
Parallel zu den Serienmodellen wurden bereits 1947 Geländemotorräder gebaut. In den 1970er-Jahren wurden bis zu 1800 Crossmaschinen pro Jahr gebaut. Seit 1950 wurden in geringem Umfang Rennmotorräder wie die Woßchod 175SchK-3 und später auch Motoballmaschinen gebaut.

## Auszeichnungen
- Am 18. Januar 1942 erhielt das Degtjarjowwerk für „beispielhafte Erfüllung der Aufgaben der Regierung bei der Herstellung und Entwicklung neuer Waffenarten“ den Orden des Roten Banners der Arbeit.
- Am 16. September 1945 wurde das Werk für die erfolgreiche Erfüllung der Aufgaben des Staatlichen Verteidigungskomitees bei der Versorgung der Roten Armee und der Luftstreitkräfte mit Schützenwaffen mit dem Leninorden geehrt.
- Am 18. Januar 1971 bekam die Fabrik für erfolgreiche Erfüllung des Fünfjahrplanes und die Einführung neuer Maschinen und Produktionstechnologien den Orden der Oktoberrevolution.

## Konstrukteure
Im Degtjarjowwerk waren u. a. tätig:
- Wladimir Fjodorow
- Wassili Degtjarjow
- Georgi Schpagin
- Pjotr Gorjunow
- Semjon Wladimirow
- Jakow Taubin